# Юні комунари
«Юні комунари» (інша назва: «Змова барабанщиків») — радянський художній фільм-історична драма 1938 року, знятий режисером Андрієм Кустовим на кіностудії «Союздитфільм».

## Сюжет
Про участь дітей в героїчному захисті Паризької комуни.

## У ролях
- Аркадій Іскандіаров — Жак Тібо, барабанщик
- Костянтин Тиртов — П'єр Шоде
- Віра Орлова — Туанет Шарле
- Карл Гурняк — Монтеньє
- Борис Тамарін — Фабр, майор
- Микола Івакін — епізод
- Сергій Бобров — Селестен, матрос
- Михайло Поволоцький — генерал
- Іван Козлов — сержант
- Ілля Орлов — Крайон
- Всеволод Купецький — лейтенант
- Микола Гладков — сержант

## Знімальна група
- Режисер — Андрій Кустов
- Сценарист — Ілля Рижов
- Оператор — Луї Форестьє
- Композитор — Зиновій Фельдман
- Художники — Йосип Шпінель, Г. Мицик